# Kawaguchi Nobuo
Nobuo Kawaguchi (sinh ngày 10 tháng 4 năm 1975) là một cầu thủ bóng đá người Nhật Bản.

## Sự nghiệp câu lạc bộ
Nobuo Kawaguchi đã từng chơi cho Júbilo Iwata và FC Tokyo.